# Province de Samut Sakhon
Samut Sakhon (en thaï : สมุทรสาคร) est une province (changwat) de Thaïlande.
Elle est située dans le centre du pays au bord du golfe de Thaïlande. Sa capitale est la ville de Samut Sakhon.

## Économie
Dans la province de Samut Sakhon, l'industrie de la pêche emploie plus de 130 000 travailleurs, principalement des  migrants, venant de Birmanie et aussi du Cambodge et du Laos ; et il y a plus de 6000 usines : les conditions de travail y sont parfois très mauvaise.
Les marais salants sont nombreux et l'industrie du sel est importante.

## Pollution
La pollution est préoccupante : fort niveau de contamination des sols et de l'eau à l'arsenic, au cadmium, au zinc, au cuivre ; dioxine ... ; pollution de l'air etc.

## Subdivisions

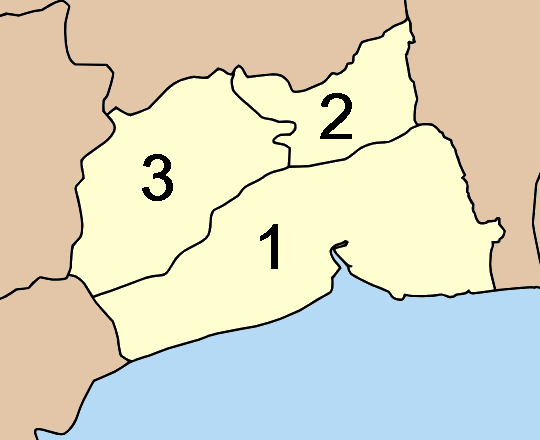
Carte des amphoe de la province de Samut Sakhon.

Samut Sakhon est subdivisée en 3 districts (amphoe).
1. Mueang Samut Sakhon
2. Krathum Baen
3. Ban Phaeo.

Ces districts sont eux-mêmes subdivisés en 40 sous-districts (tambon) et 288 villages (muban).

## Galeries

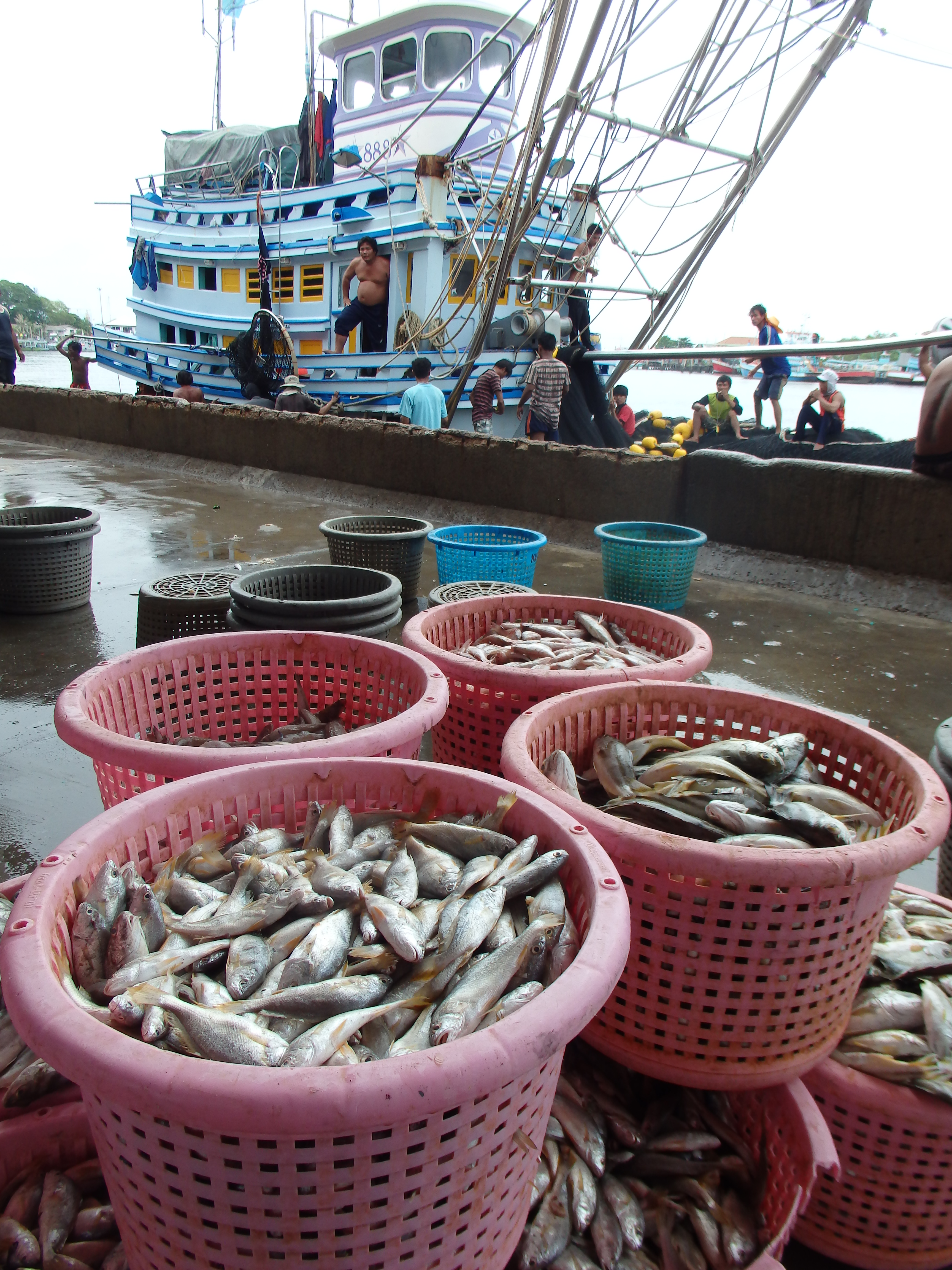
Industrie de la pêche

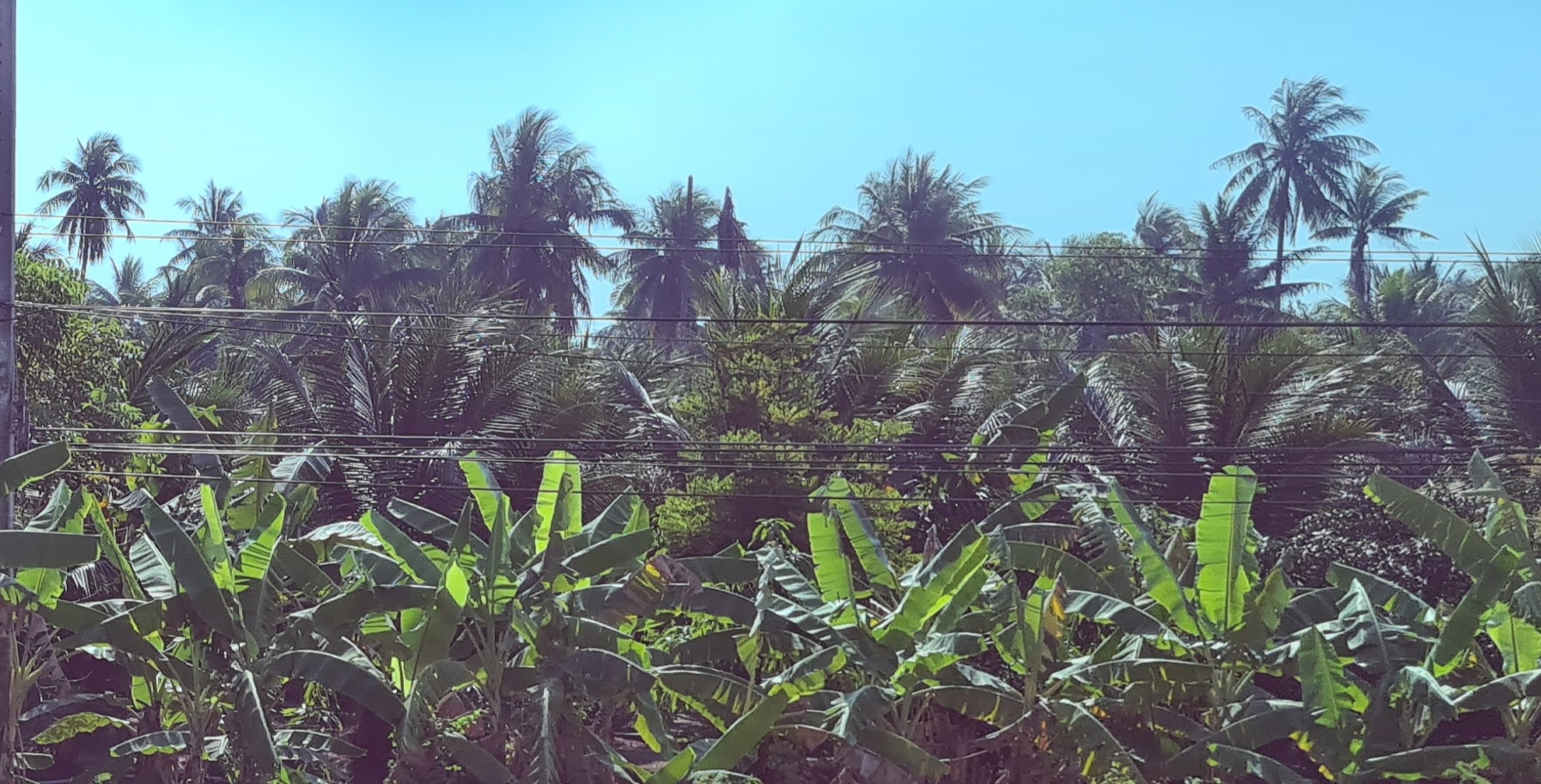
Bananiers et cocotiers

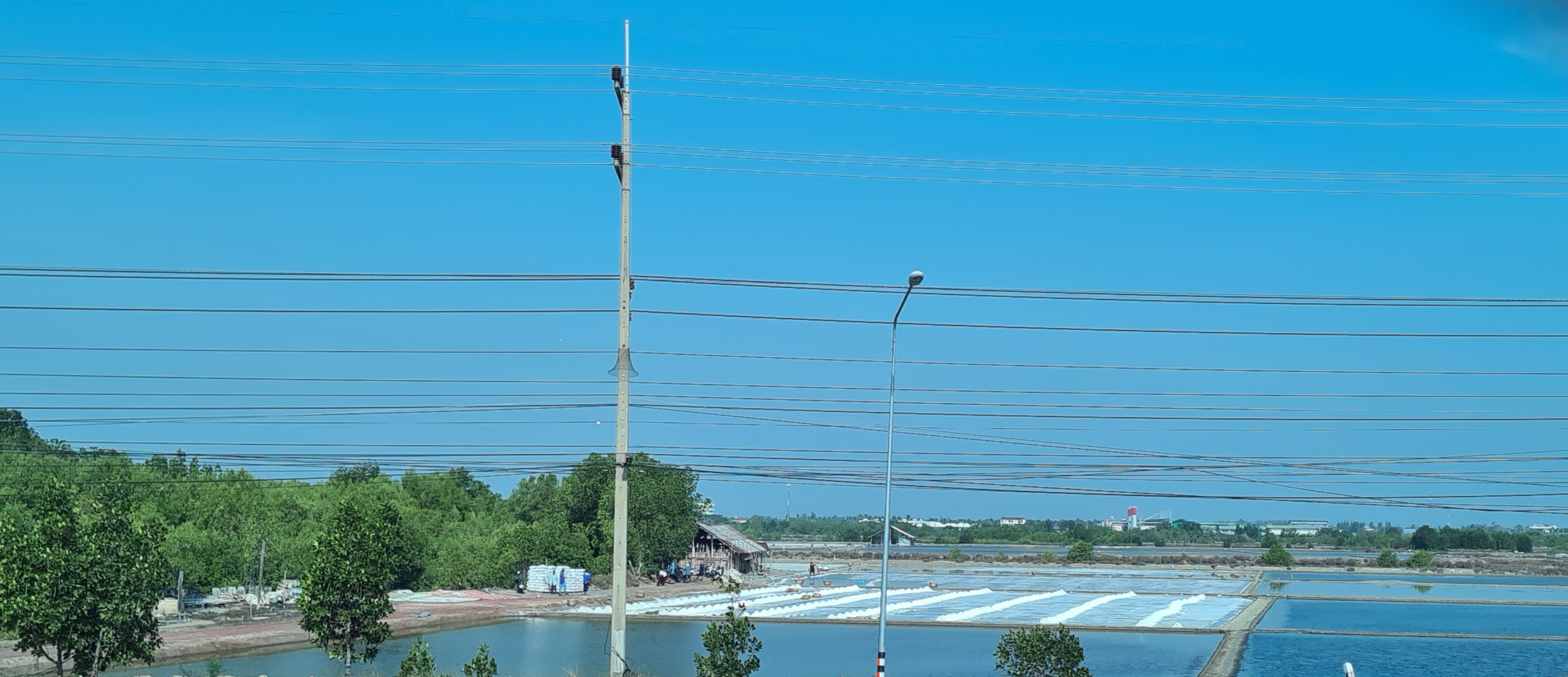
Marais salants

Récolte du sel
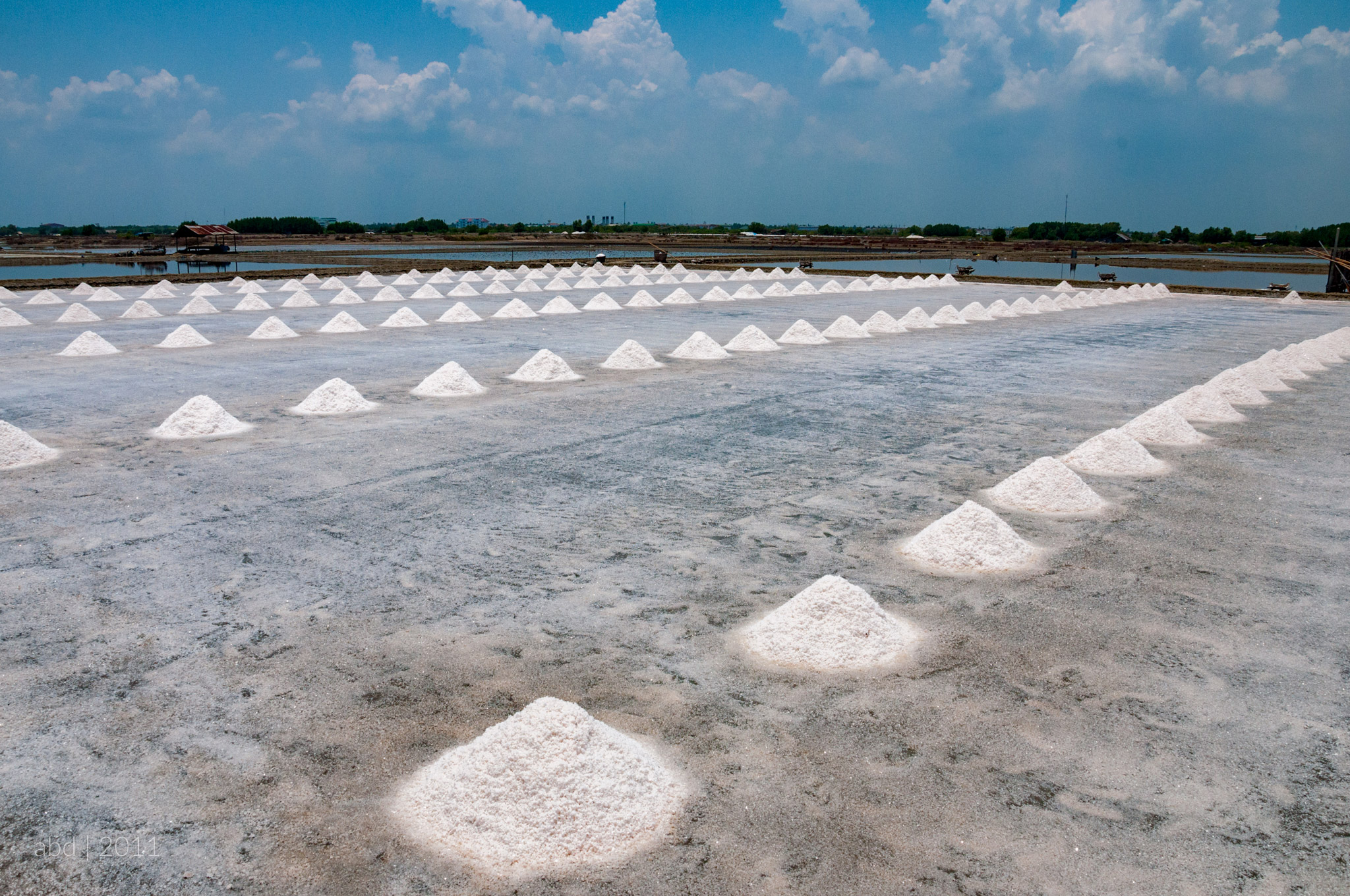
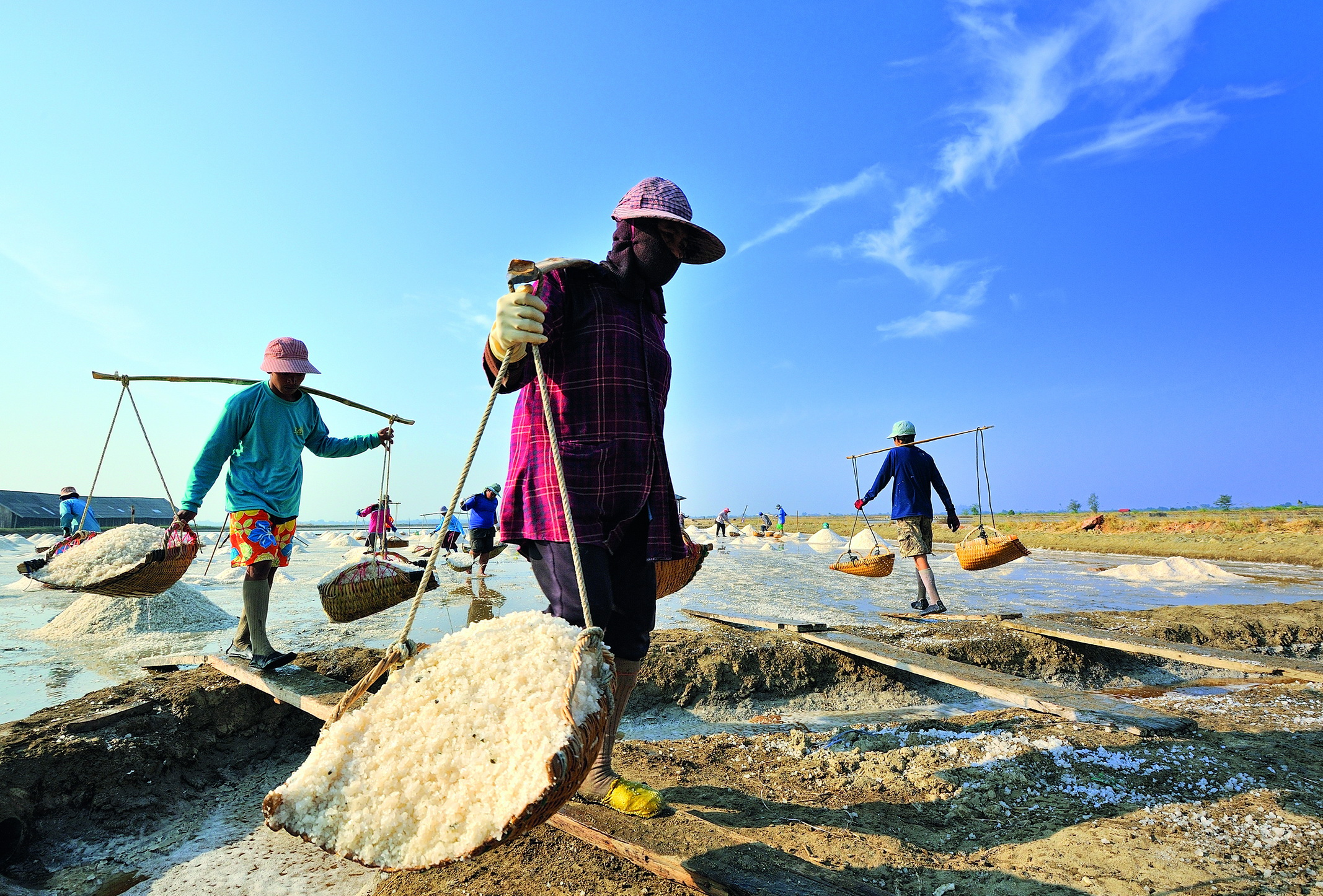
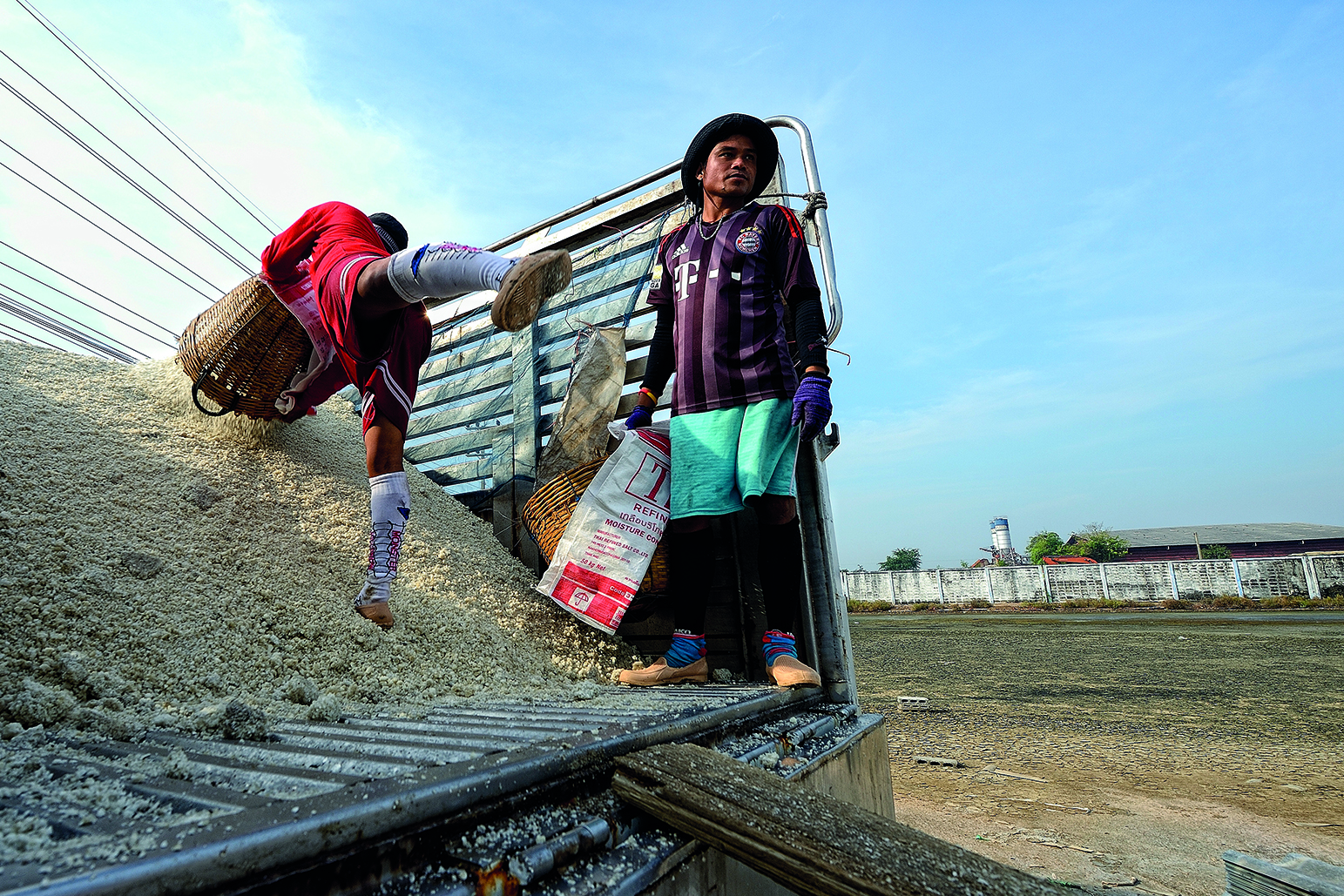
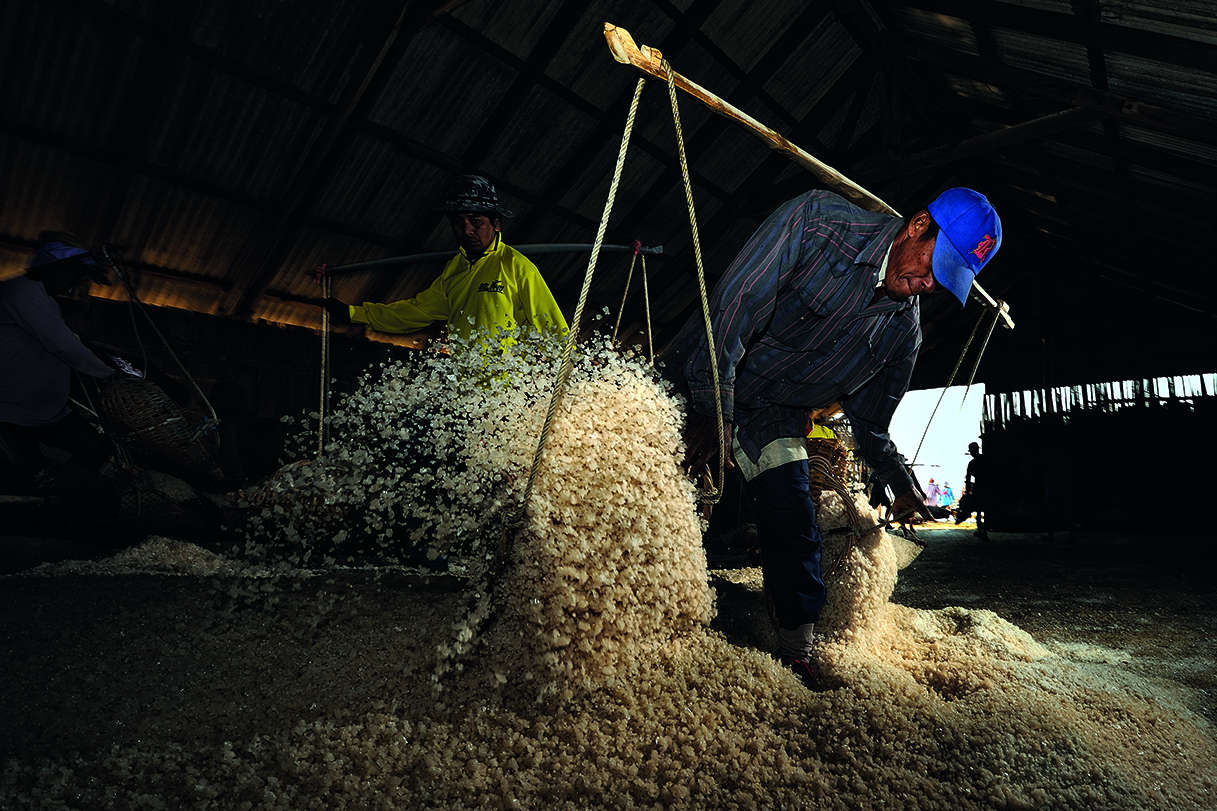